# Dasychira grundi
Dasychira grundi är en fjärilsart som beskrevs av Lorikovitsch. Dasychira grundi ingår i släktet Dasychira och familjen tofsspinnare. Inga underarter finns listade i Catalogue of Life.